# Werewolf (1996)
Werewolf (ook bekend als Arizona Werewolf) is een Amerikaanse horrorfilm uit 1996, geregisseerd door Tony Zarrindast.

## Verhaal
Het verhaal gaat over een weerwolfskelet, dat in de woestijn van Arizona wordt gevonden. Mensen die in aanraking komen met het skelet, veranderen zelf ook in een weerwolf.

## Rolverdeling
| Acteur           | Personage        |
| ---------------- | ---------------- |
| Jorge Rivero     | Yuri             |
| Richard Lynch    | Noel             |
| Federico Cavalli | Paul Miles       |
| Adriana Stastny  | Natalie Burke    |
| Joe Estevez      | Joel             |
| R.C. Bates       | Sam / The Keeper |
| Randall Oliver   | Billy            |
| Jules Desjarlais | Tommy            |
| Heidi Bjorn      | Carrie           |
| Tony Zarrindast  | veiligheidsagent |

## Ontvangst
De film kreeg zeer slechte kritieken. Een van de kritiekpunten is het incoherente beeld van de weerwolf, die er op verschillende momenten verschillend uitziet. Met deze film werd dan ook de spot gedreven in de serie Mystery Science Theater 3000.